# Estação Ferroviária de Tavira
A Estação Ferroviária de Tavira é uma interface da Linha do Algarve, que serve a cidade de Tavira, no Distrito de Faro, em Portugal.

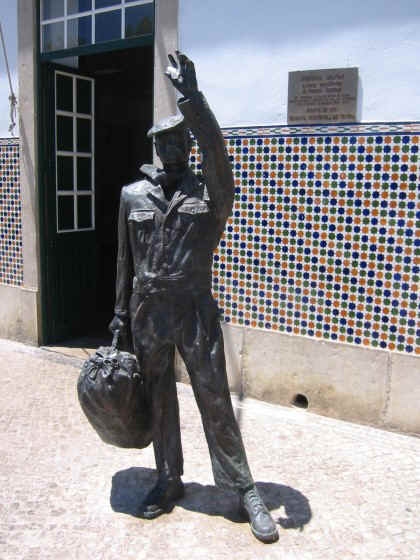
Monumento ao emigrante, no exterior da Estação de Tavira.

## Descrição

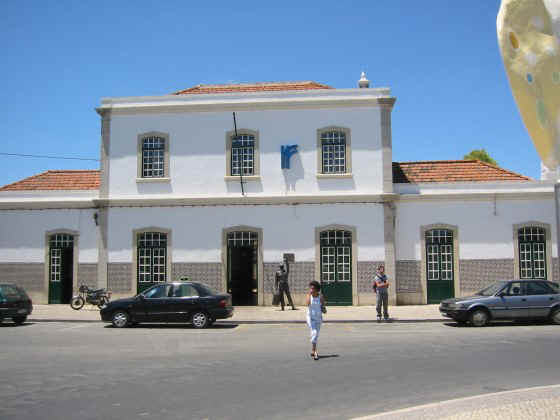
Exterior da gare de Tavira, vista do Largo de Santo Amaro, em 2004.

### Localização e acessos
A estação tem acesso pelo Largo de Santo Amaro, na cidade de Tavira. Dista cerca de um quilómetro do cais fluvial, na foz do Rio Gilão, onde tem terminal o transporte público de acesso à Ilha de Tavira.

### Infraestrutura
Esta interface apresenta apenas duas vias de circulação (I e II) com comprimentos entre 171 e 204 m de extensão e cada uma acessível por plataformas com comprimentos entre 190 e 210 m, ambas mormente com 685 mm de altura; existe ainda uma via secundária, identificada como III, com comprimento de 46 m. O edifício de passageiros situa-se do lado poente da via (lado esquerdo do sentido ascendente, para Vila Real de Santo António).

### Serviços
Em dados de 2023, esta interface é servida por comboios de passageiros da C.P. de tipo regional tipicamente com treze circulações diárias de Faro a Vila Real de Santo António e doze no sentido oposto.

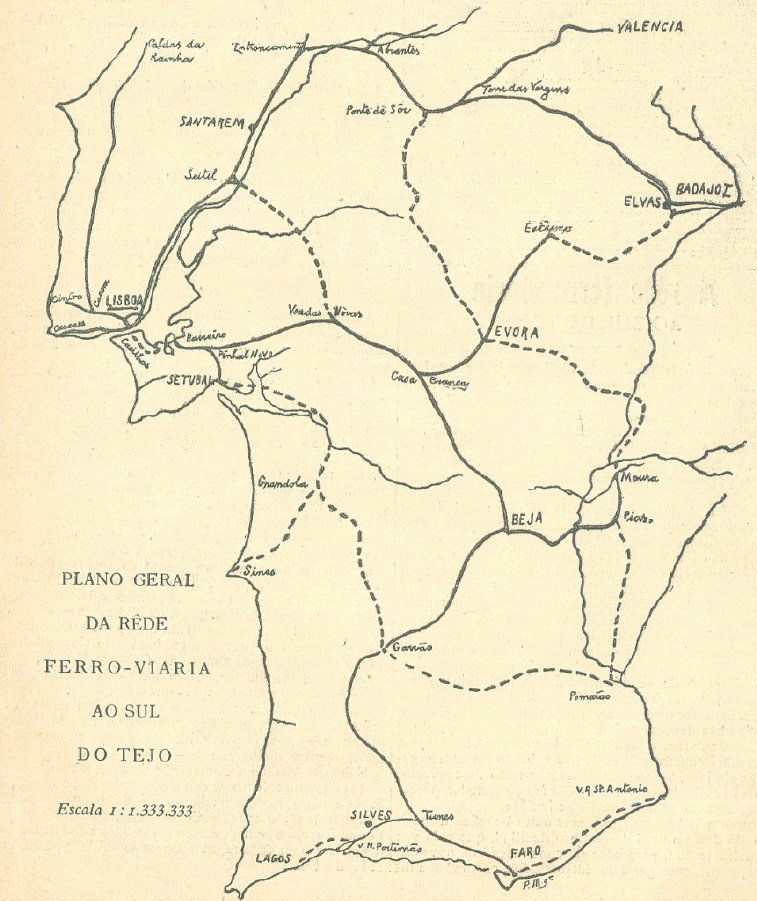
Mapa do Plano da Rede ao Sul do Tejo, decretado em 27 de Novembro de 1902. O caminho de ferro já chegou até Faro, estando programada a sua continuação ao longo da costa até V. R. de S. António.

## História

### Antecedentes
Até aos princípios do século XIX, o principal meio de transporte na região do Algarve era a navegação costeira, sendo as vias rodoviárias muito deficientes; a situação só começou a mudar com a regeneração, quando são construídas algumas estradas, como a de Tavira a Faro, concluída em 1856. A falta de vias de comunicação colocava uma barreira ao desenvolvimento de vários centros importantes na região, como Tavira. Na década de 1860, são dados os primeiros passos na rede ferroviária no Sul do país, com início no Barreiro, atingindo Faro em 1889.
Entretanto, um alvará de 2 de Dezembro de 1878 autorizou o empresário inglês Joseph William Henry Bleck a construir um caminho de ferro entre Lagos e Vila Real de Santo António, com uma estação servindo Tavira. No entanto, este projecto foi cancelado, tendo a concessão sido considerado como caduca em 19 de Dezembro de 1893.

### Planeamento, construção e inauguração
Durante o planeamento da via férrea no Algarve, o deputado Domingos Pinheiro Borges defendeu que o traçado devia seguir as margens da Ria de Faro, passando perto das localidades de Tavira, Olhão, Fuseta.

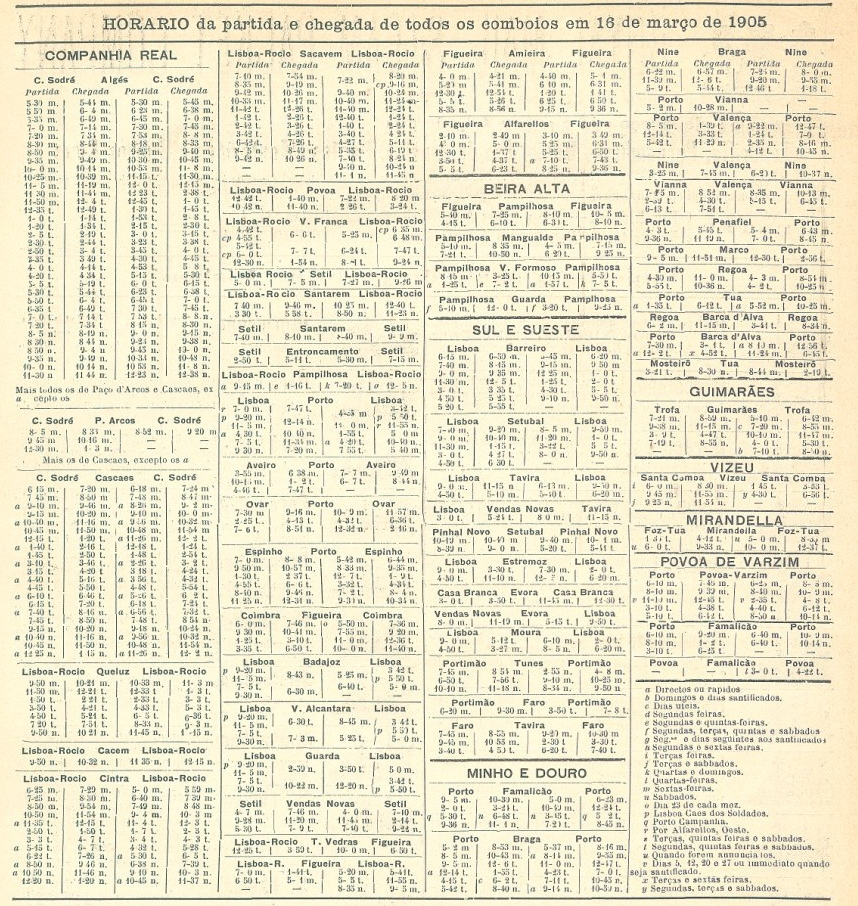
Horários dos comboios em 1905, onde a estação de Tavira ainda surgia como o terminal da linha no Algarve.

Em 12 de Dezembro de 1903, teve lugar a arrematação para várias empreitadas para a construção da Linha do Sul, incluindo a instalação de uma estação servindo Tavira, que deveria incluir uma gare coberta e outra descoberta, retretes e uma fossa; esta empreitada tinha o valor de 5.800 Réis.
Esta interface foi inaugurada em 10 de Março de 1905, com a categoria de estação de segunda classe, e como terminal provisório da Linha do Sul. A ocasião foi amplamente festejada na cidade, tendo a estação sido enfeitada. No entanto, o primeiro serviço nesta estação só foi feito a 19 de Março, tendo sido um comboio tranvia com origem na estação original de Portimão. Nesta época, a estação situava-se à entrada da cidade, junto ao entroncamento entre a estrada real e o acesso à localidade de Santo Estêvão. Entre 1904 e 1905, foi aberto o Largo de Santo Amaro, em frente à estação, e foi construída uma avenida para melhorar o acesso ao centro de  Tavira. Em Agosto de 1905, previa-se a criação de um comboio tramway adicional entre Tavira e Faro, aproveitando uma marcha diária em que uma locomotiva sozinha fazia em cada sentido.
A secção seguinte da linha, até Vila Real de Santo António, abriu à exploração em 14 de Abril de 1906.

### Década de 1910
No dia a seguir à Revolução de 5 de Outubro de 1910, o novo governador civil viajou de comboio entre Tavira e Faro. No dia 8 de Outubro, fez-se uma reunião na Câmara Municipal de Tavira, que deliberou que a avenida até à gare ferroviária fosse renomeada para Rua de Lisboa, entretanto renomeada como Avenida Dr. Mateus Teixeira de Azevedo, mas da qual remanesce uma travessa afluente com o mesmo nome.

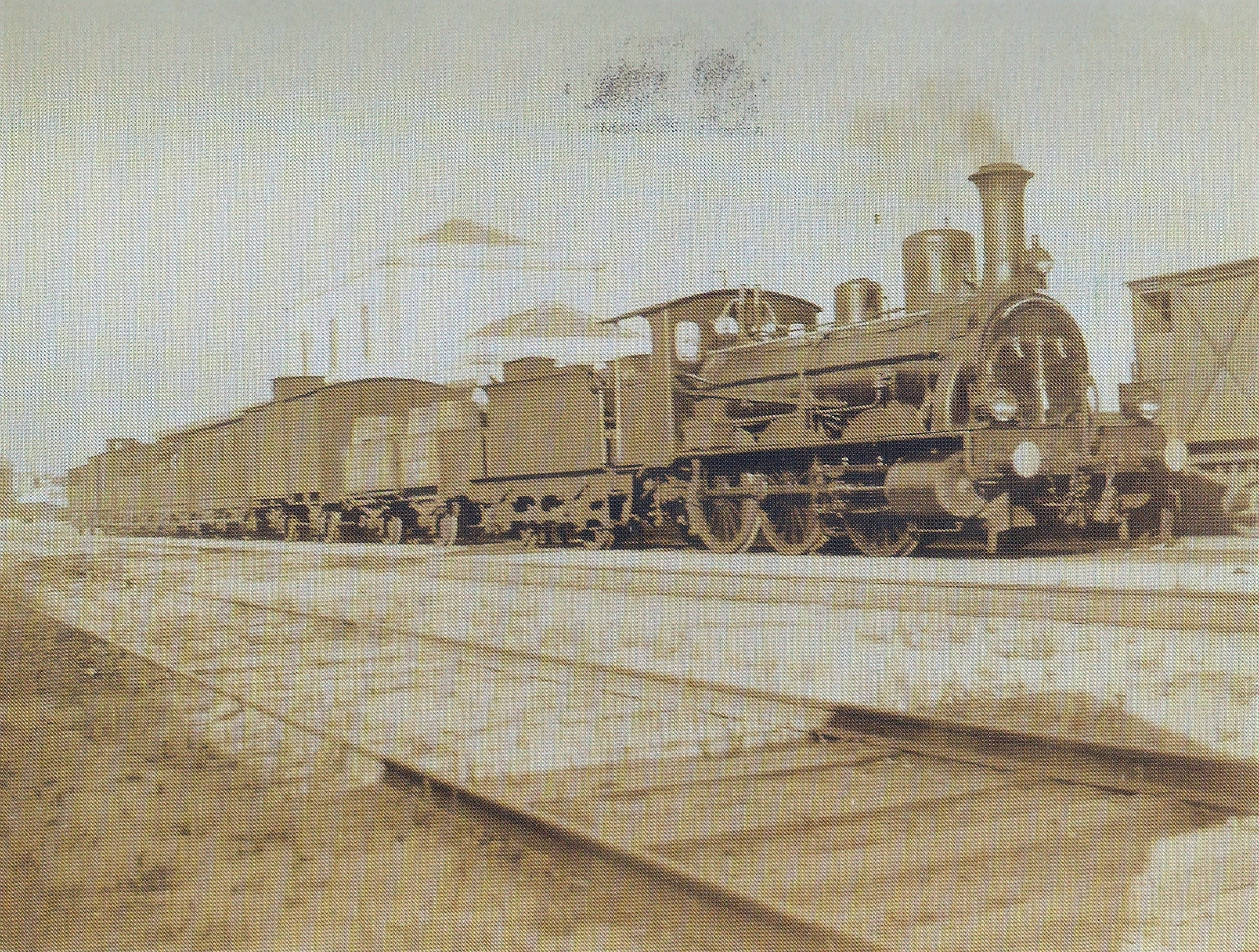
Vista da estação, na primeira metade do século XX.

Após o início da Primeira Grande Guerra, verificou-se, em geral, uma diminuição do volume de mercadorias expedido desta estação.

#### Ligação planeada a São Brás de Alportel
Durante a primeira metade do século XX, a autarquia de Loulé e outras entidades desenvolveram um esforço para que as localidades de Loulé e São Brás de Alportel fossem melhor servidas pelo caminho de ferro; uma das hipóteses pensadas foi a construção de um ramal entre as estações de Tavira e Loulé, passando por São Brás, cuja construção foi pedida ao governo na sessão de 18 de Janeiro de 1911. Em 23 de Fevereiro de 1923, a autarquia foi convidada para uma reunião conjunta com a de São Brás de Alportel, para debater a construção deste ramal junto do governo.
Um projecto similar foi apresentado pelo escritor José Graça Mira, que defendia a construção de um ramal entre Tavira e São Bartolomeu de Messines, servindo Alte, Salir, Querença, São Brás de Alportel, Santa Catarina da Fonte do Bispo, e Santo Estêvão.

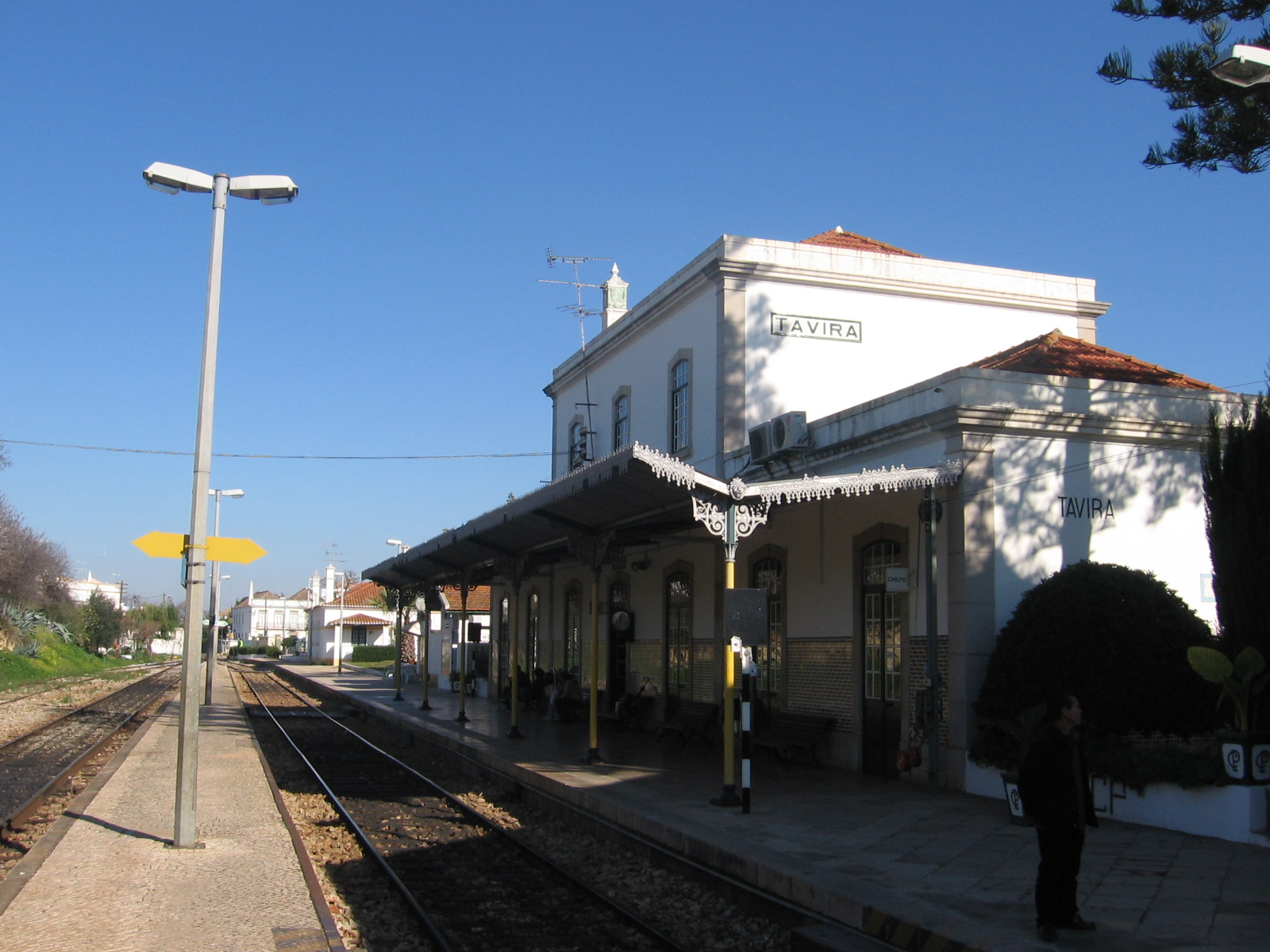
Vista da estação, em 2008.

### Transição para a CP
No dia 3 de Fevereiro de 1927, durante uma tentativa falhada de golpe militar, os militares de Vila Real de Santo António tomaram um comboio com destino a Faro, passando pela estação de Tavira, onde embarcou o Regimento de Infantaria n.º 4; esta força militar, acompanhada por um grupo civil, tinha ocupado a estação, com o pretexto de a guardar.
Em 11 de Maio desse ano, os Caminhos de Ferro do Estado foram integrados na Companhia dos Caminhos de Ferro Portugueses, que passou a explorar a rede do Sul e Sueste.
No dia 8 de Janeiro de 1931 chegou a Tavira o corpo do deputado Mateus Teixeira de Azevedo, falecido no dia 6, e que foi transportado a partir de Lisboa num vagão especial atrelado a um comboio correio. De acordo com o jornal Correio do Sul de 11 de Janeiro, o féretro foi recebido na gare «pelas autoridades locais, por muitas pessoas de representação social de varias terras do Algarve e por uma enorme multidão de todas as categorias sociais», tendo o cortejo funerário seguido depois para o cemitério.
Em 1933, a Companhia realizou várias obras nesta estação, no âmbito de um programa de reparação e modernização das antigas interfaces do Estado. No ano seguinte, fez obras de reparação em toda a estação.

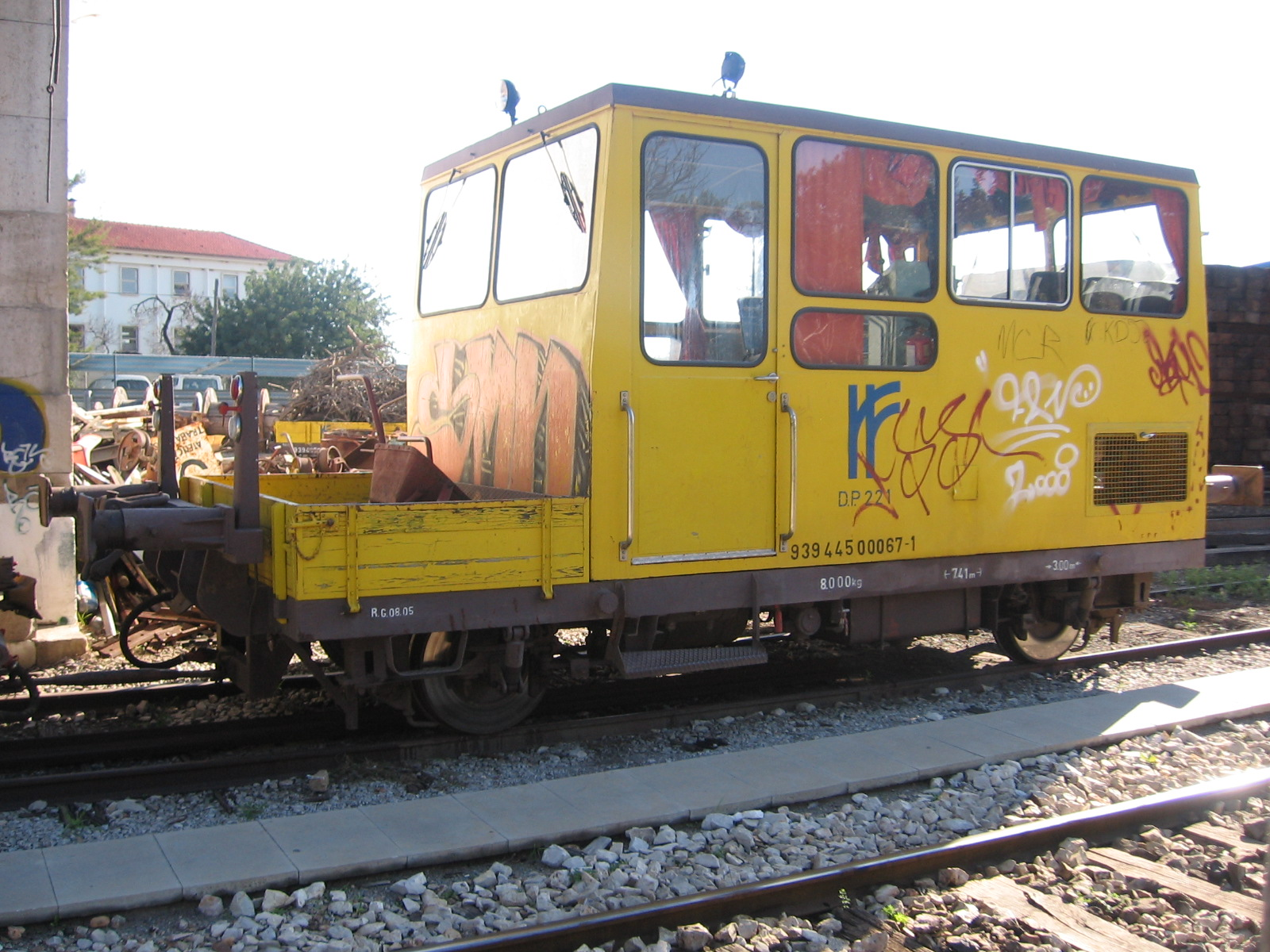
Dresina da REFER na estação, em 2008.

### Movimento de passageiros e mercadorias
Em Junho de 1969, o Conselho de Administração da Companhia dos Caminhos de Ferro Portugueses autorizou a organização de comboios em regime de excursão entre Lisboa e Vila Real de Santo António, que passava por Tavira, Faro e Tunes, de forma a combater a crescente concorrência do transporte rodoviário na região Sul do país.
Em 1972, a estação servia de interface para o carregamento e descarregamento de gado, especialmente do tipo suíno, com destino ao Montijo. As descargas, normalmente de gado vindo do Alentejo, aumentavam entre Agosto e Setembro, quando aumentava a população nesta zona, e, consequentemente, a procura nos talhos; o gado carregado nesta estação destinava-se quase por completo para o Montijo. Também se carregava sal, com destino a Aveiro, e trigo, para Faro, Lisboa e outras localidades com moagens. Estas mercadorias eram normalmente expedidas em grandes volumes (vagões completos). As principais mercadorias recebidas eram adubos (especialmente no Outono), palha, materiais de construção (especialmente cimento), papel (originário de Cacia), azeite, arroz e batatas (para o Quartel da Atalaia), e trigo de semente.
Em termos de passageiros, esta estação foi muito utilizada por grupos de veraneantes, que se deslocavam para Monte Gordo, e também se verificou um tráfego de passageiros considerável com Luz de Tavira, Conceição, Cacela, Olhão, Faro e Lisboa.

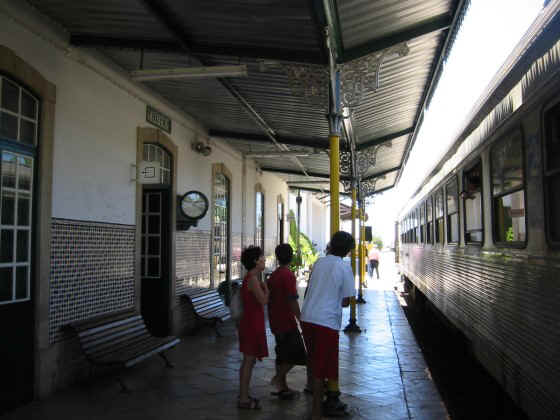
Gare de passageiros, em 2004.

### Século XXI
Em 2004, esta estação apresentava a tipologia D da Rede Ferroviária Nacional, sendo já C em 2021. Em 2007, um protocolo assinado entre a Rede Ferroviária Nacional e a Câmara Municipal de Tavira preoconizou a eliminação de várias passagens de nível junto à estação.
Uma proposta de 2008 do Projecto Mobilidade Sustentável, organizado pelo Instituto de Dinâmica do Espaço da Faculdade de Ciências Sociais e Humanas da Universidade Nova de Lisboa, propôs a construção de uma nova interface rodo-ferroviária em Tavira, junto à localização da estação. Em 2008, a Rede Ferroviária Nacional previa executar diversos trabalhos de remodelação nesta estação no ano seguinte,. e em Dezembro de 2011, tinha programadas obras de alteamento das plataformas em várias gares da Linha do Algarve, incluindo Tavira.

Em 2007, a estação contava com um serviço de informação ao público. Em 2009, era servida por três vias de circulação, tendo a primeira 258 m de extensão, e a segunda e a terceira 174 m cada uma; as duas gares tinham 135 e 131 m de extensão e 50 cm de altura. Em Janeiro de 2011, já se tinham verificado alterações nas plataformas, passando a primeira a apresentar 136 m de comprimento e 45 cm de altura, e a segunda, 133 m de comprimento e 40 cm de altura; não se realizaram quaisquer modificações em termos de comprimento de vias. Estes valores foram mais tarde alterados para os atuais.